# Ace (EP de Taemin)
Ace é o mini-álbum de estreia do cantor sul-coreano Taemin. Foi lançado em 18 de agosto de 2014, sob o selo da SM Entertainment e KT Music. O mini-álbum marca a estreia de Taemin como artista solo, depois de estrar como membro do boy group Shinee, em 2008.

## Antecedentes e lançamento
Em 25 de julho de 2014, um relatório de meio de comunicação coreano, MBN revelou que, segundo informações de um insider Taemin estaria se preparando para um álbum solo. Além disso, afirmou que o álbum estava em sua última etapa de preparação e estava previsto para ser concluído em meados de agosto. Além disso, a fonte revelou que Taemin tinha viajado para Los Angeles para aprender a coreografia de sua nova música. Mais tarde a SM Entertainment confirmou a notícia na mídia coreana, news1, dizendo: "Taemin está realmente se preparando para seu álbum solo, mas detalhes como data de lançamento do álbum ainda não foi confirmada".
Em 11 de agosto, a SM Entertainment revelou 12 imagens teasers de Taemin para EP "Ace" e anunciou que o EP seria lançado em dia 18 de agosto de 2014. Um teaser para o primeiro single, "괴도 (Danger)", foi liberado no YouTube em 11 de agosto de 2014. No dia seguinte, uma versão curta da música "Ace" foi liberada. O vídeo mostra o crescimento da Taemin desde a sua estreia com o Shinee em 2008. Em 13 de agosto, um dia depois, um vídeo com um medley do EP foi liberado. O vídeo oficial da música "Danger" foi lançado em 15 de agosto de 2014.

## Lista de faixas
Créditos adaptados da página oficial do artista.
| N.º            | Título                   | Letras                    | Música                                                        | Duração |  |
| 1.             | "Ace"                    | Changmin                  | Daniel "Obi" Klein, Deez, Ylva Dimberg, Charlotte Taft        | 3:58    |  |
| 2.             | "Danger" (괴도)          | Seo Ji-eum (Jam Factory)  | Thomas Troelsen, Remee S. Jackman                             | 3:11    |  |
| 3.             | "Experience"             | Hong Ji Yoo               | Winston Sela, Marcus Brosch                                   | 3:13    |  |
| 4.             | "Pretty Boy" (feat. Kai) | Jonghyun                  | Caesar & Loui, Ylva Dimberg                                   | 3:43    |  |
| 5.             | "Wicked" (거절할게)      | Kenzie                    | Kenzie, Mage, Teddy Riley, DOM, Lee Hyun Seung                | 3:25    |  |
| 6.             | "Play Me" (소나타)       | Min Yun-Jae (Jam Factory) | Harvey Mason Jr., Damon Thomas, Mike Daley, Adonis Shropshire | 3:01    |  |
| Duração total: | Duração total:           | Duração total:            | Duração total:                                                | 20:31   |  |

## Desempenho nas paradas
| País           | Gráfico                  | Melhores posições |
| -------------- | ------------------------ | ----------------- |
| Coreia do Sul  | Gaon Weekly álbum chart  | 1                 |
| Coreia do Sul  | Gaon Monthly álbum chart | 1                 |
| Taiwan         | FIVE MUSIC               | 2                 |
| Estados Unidos | Billboard World Albums   | 2                 |
| Estados Unidos | Billboard Heatseekers    | 20                |

| Canção                   | Melhores posições |
| Canção                   | KOR               |
| Canção                   | Gaon Chart        |
| ------------------------ | ----------------- |
| "Danger"                 | 5                 |
| "Pretty Boy (feat. Kai)" | 33                |
| "Ace"                    | 42                |
| "Experience"             | 62                |
| "Play Me"                | 68                |
| "Wicked"                 | 70                |

## Prêmios em programas musicais
Music Bank
| Ano  | Data         | Canção   |
| ---- | ------------ | -------- |
| 2014 | 29 de agosto | "Danger" |

Music Core
| Ano  | Data         | Canção   |
| ---- | ------------ | -------- |
| 2014 | 30 de agosto | "Danger" |

## Vendas e certificações
| Parada              | Quantidade |
| ------------------- | ---------- |
| Gaon physical sales | 76,938+    |